# Урзиг
Урзиг (таб. Улзигъ ) — село  Табасаранского района Дагестана (Россия). Один из населенных пунктов образования (сельского поселения) «Сельсовет Кужникский».

## География
Село Урзиг расположено на правом берегу реки Ханаг-нир, к юго-западу от города Дербент.

## Инфраструктура

### Здравоохранение
- Фельдшерский пункт.[4]

## Население
| 1895 | 1926 | 1939 | 1970 | 1989 | 2002 | 2010 |
| ---- | ---- | ---- | ---- | ---- | ---- | ---- |
| 156  | ↗180 | ↘132 | ↗230 | ↘212 | ↗321 | ↗349 |
| 2021 |      |      |      |      |      |      |
| ↘339 |      |      |      |      |      |      |